# IPAQ
De iPaq is een serie personal digital assistants (pda's) van de Amerikaanse firma Compaq die in april 2000 werd geïntroduceerd. Hewlett-Packard zette de serie door na de overname van Compaq.

## Beschrijving
De eerste iPaq verscheen in 2000 en is de H3600-serie. De interne processor is een StrongARM van DEC die draait op 206 MHz met 32 MB RAM, het display is een lcd-scherm met 240×320 pixels. Het apparaat heeft een interne batterij van 3,7 volt.
De iPaq is uitgerust met een aanraakscherm, een stylus en aansluitmogelijkheden voor een PCMCIA-kaart. Latere iPaq-modellen kregen een QWERTY-toetsenbord, snellere processor, beter scherm, bluetooth en meer intern geheugen.
De eerste iPaq-modellen bevatten Pocket PC als besturingssysteem. Na de overname door HP kreeg de zakcomputer Windows Mobile. HP gebruikte voor de HX2000-serie Windows CE en voor latere iPaq-modellen zijn tevens verschillende Linux-versies beschikbaar als besturingssysteem.
Compaq gebruikte de naam iPaq ook voor een lijn van desktopcomputers.

## Modelserie
- H-serie
  - H1900
  - H2200
  - H3100
  - H3600
  - H3700
  - H3800
  - H3900
  - H4100
  - H4300
  - H5400
  - H5500
  - H6300

- HX-serie
  - HX2100
  - HX2400
  - HX2700
  - HX4700

- iPAQ-serie
  - iPAQ 100
  - iPAQ 200
  - iPAQ 300
  - iPAQ 400
  - iPAQ 500
  - iPAQ 600

- Overige modellen
  - HW6500
  - HW6800
  - RX1900
  - RX3700
  - RZ1700

## Galerij

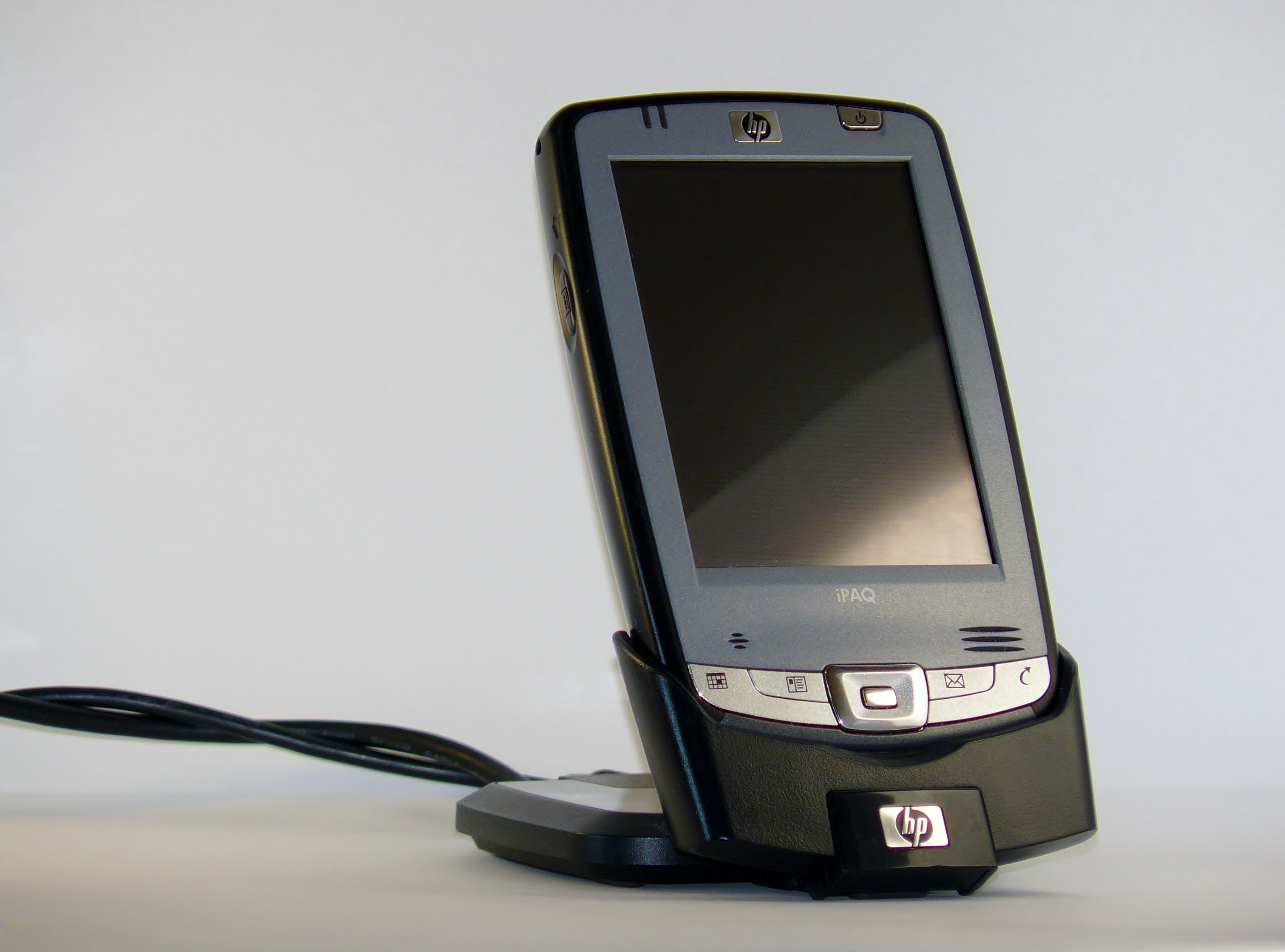
Een iPAQ hx2110 in een oplaadstandaard.
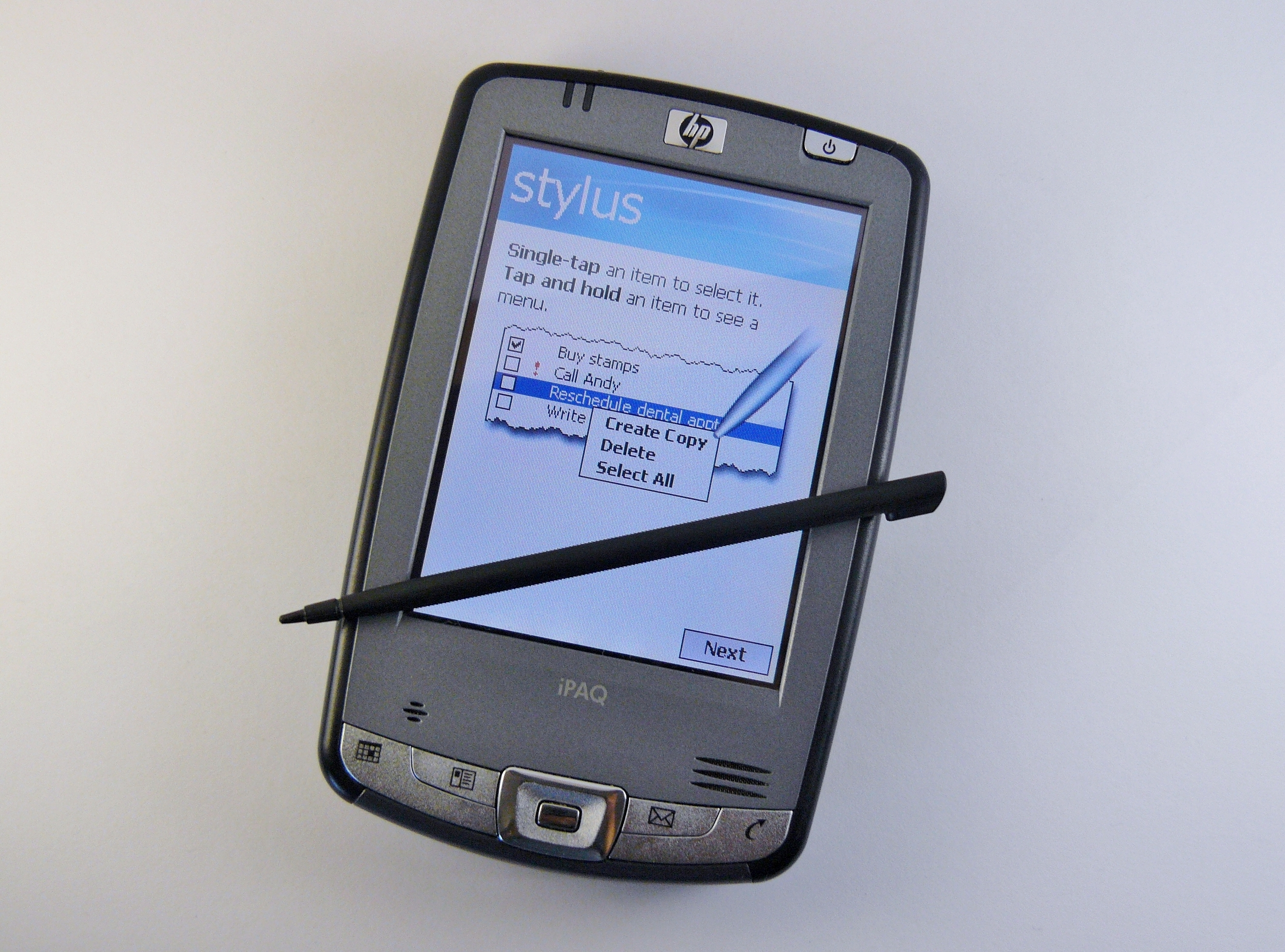
Een iPAQ hx2110 met styluspen.
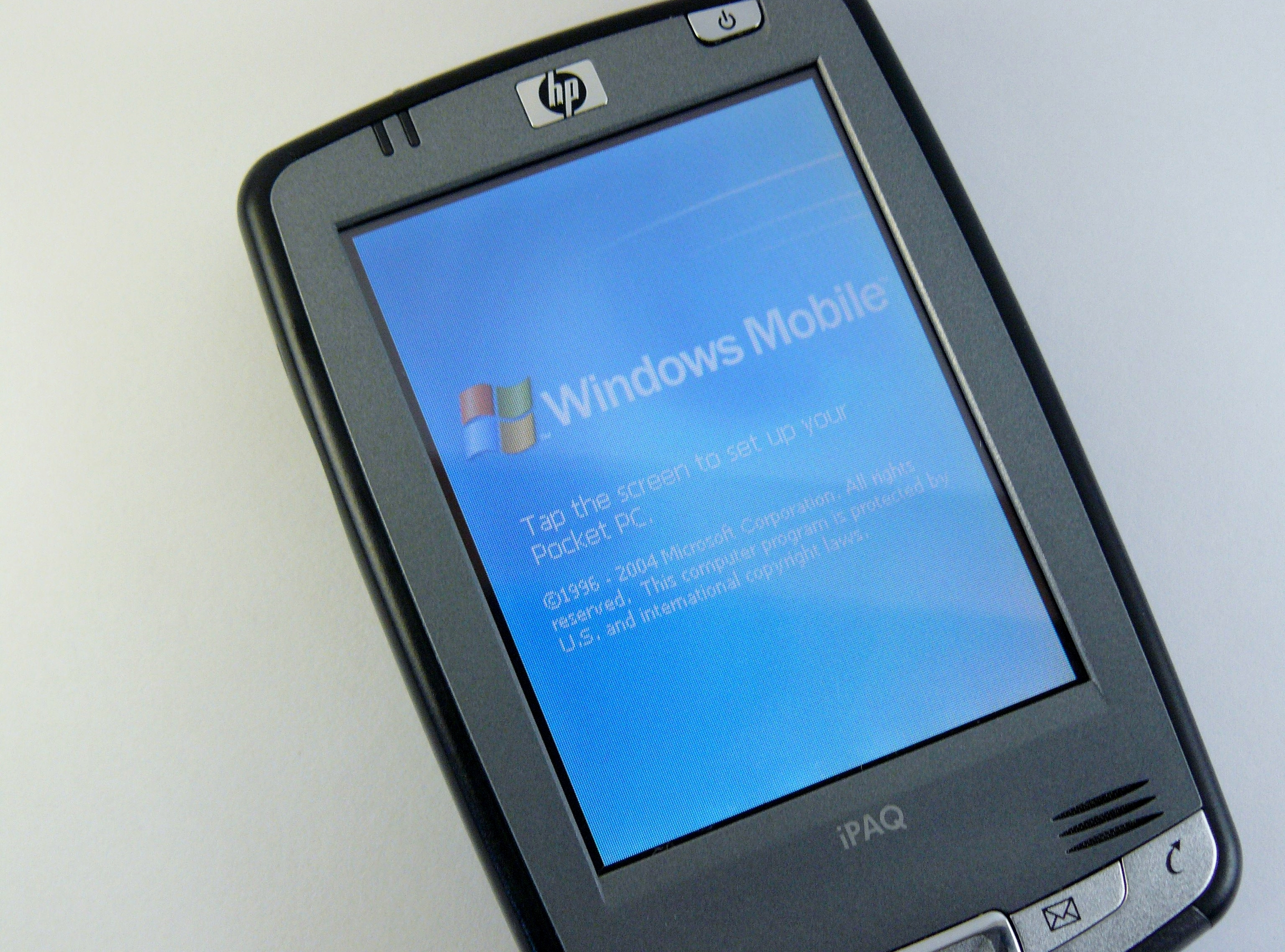
Windows Mobile als besturingssysteem.